# Yasu
Yasu (野洲市, Yasu-shi) est une ville située dans la préfecture de Shiga, sur l'île de Honshū, au Japon.

## Géographie

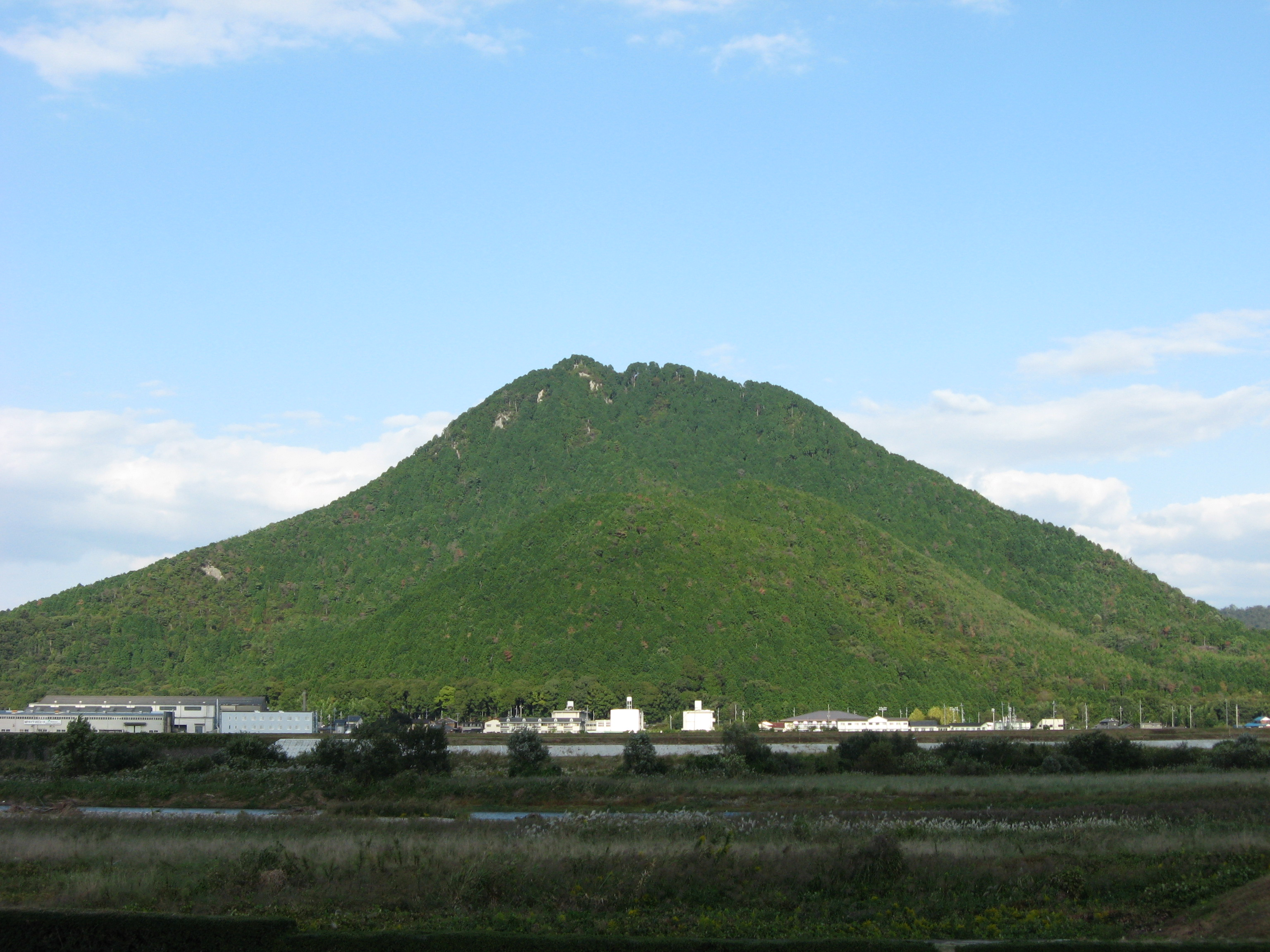
Le mont Mikami, dont la forme conique rappelle celle du mont Fuji.

### Situation
La ville de Yasu est située dans la préfecture de Shiga, sur l'île de Honshū, au Japon. Elle s'étend au sud-est du lac Biwa, sur 19,9 km d'est en ouest et 18,3 km du nord au sud.

### Démographie
Au 1er octobre 2022, la population de la ville de Yasu était de 50 722 habitants, répartis sur une surface de 80,14 km2 (densité de population d'environ 633 hab./km2).

### Topographie
Le territoire de la ville de Yasu est divisé en deux parties. Le sud-est est une zone montagneuse dominée par les monts Mikami (432 m), Kagami (384 m) et Myōkōji (267 m). Le reste est une plaine alluviale, étendue entre les rivières Hino (est) et Yasu (ouest),.

## Histoire
La ville moderne de Yasu a été fondée le 1er octobre 2004, par fusion des deux bourgs voisins de Chūzu et Yasu, qui formaient le district de Yasu, dans le sud-ouest de la préfecture,.

## Transports
La ville est desservie par la ligne Biwako de la compagnie JR West à la gare de Yasu.

## Jumelage
Yasu est jumelée avec :
- Clinton Charter Township (États-Unis).